# Verdienter Militärflieger der UdSSR
Der Ehrentitel Verdienter Militärflieger der UdSSR (russisch Заслуженный Военный Лётчик СССР) war eine staatliche militärische Auszeichnung der Sowjetunion, welche in Form einer Medaille am Band am 26. Januar 1965 gestiftet wurde. Unter den Trägern des Ehrentitels befand sich auch Juri Gagarin.

## Verleihungsbedingungen
Der Ehrentitel wurde vom Präsidium des Obersten Sowjets der UdSSR verliehen. Voraussetzungen waren besondere Verdienste als Militärflieger, hervorragende Leistungen in der fliegerischen Tätigkeit bei gleichzeitig ausgezeichneten Ergebnissen in der politischen und militärischen Ausbildung sowie bei der Erhöhung der Kampfkraft und Gefechtsbereitschaft. Er war explizit auf Piloten der drei Teilstreitkräfte der Sowjetarmee begrenzt. Zwingende Voraussetzungen für eine möglich Verleihung waren: Klassifizierungsabzeichen für Flugzeugführer oder Fluglehrer der Leistungsklasse 1 und „kein selbstverschuldeter Flugunfall“.

## Aussehen und Trageweise
Die aus Buntmetall bestehende versilberte Medaille hat die Form eines ungleichseitigen Achtecks, ist 27 mm breit und 23 mm hoch. Das Avers zeigt ein vergoldetes, nach rechts aufsteigendes Jagdflugzeug, das sowohl mit seiner Rumpfspitze wie auch dem Heckleitwerk über den Medaillenrand hinausragt. Links darüber ist die dreizeilige Inschrift Заслуженный Военный Лётчик (deutsch Verdienter Militärflieger) aufgebracht. Mittig unterhalb des Flugzeuges ist das Landeskürzel CCCP (deutsch UdSSR) vor einem rechtsgerichteten Lorbeerzweig zu sehen. Getragen wurde die Medaille – wie alle staatlichen Auszeichnungen – an der linken Brustseite der Uniformjacke. Die Medaille hängt an einer silberfarbenen, rechteckigen Spange, die mit rotem Stoffband bezogen ist. Eine Interimspange zur Ordensschnalle wurde nicht verliehen.